# Lunokhod 1
O Lunokhod 1 (Луноход-1 em russo; aquele que anda na lua em português) foi a designação do primeiro de apenas dois astromóveis enviados para a Lua pela União Soviética, como parte do programa Lunokhod. Por ter sido o primeiro astromóvel jamais criado, era considerado extremamente sofisticado e revolucionário para a época.

## A missão
O lançamento da missão ocorreu em 10 de novembro de 1970. A espaçonave Luna 17 chegou à lua em 17 de dezembro de 1970 levando o Lunokhod 1, pousando na região da Lua chamada Mar das Chuvas.
Após sair do interior da nave aterrissadora, o Lunokhod 1 percorreu cerca de 10 quilômetros, tendo transmitido cerca de 20 mil imagens de TV e 200 fotografias panorâmicas. O Lunokhod 1 operou na Lua até 14 de setembro de 1971, dia em que aconteceu a última sessão de comunicação bem sucedida com o rover. As operações do Lunokhod cessaram oficialmente em 4 de Outubro de 1971, data de aniversário do Sputnik 1.

## Objetivos
O Lunokhod 1 representou, acima de tudo, um grande passo para a conquista da Lua, sendo um dos veículos espaciais mais modernos criados pela União Soviética. Destinado a estudar as características da superfície lunar, medir a radiação lunar, radiação de raios X e radiação cósmica na Lua. Sua massa era de 756 kg, com um comprimento (incluindo o painel solar aberto) de 4,42 m, largura de 2,15 m e diâmetro da roda de 51 cm.
Para ser capaz de trabalhar no vácuo um lubrificante especial baseado em fluórido (combinação do flúor com um ácido) foi desenvolvido e usado nas partes mecânicas e nos motores elétricos (uma para cada eixo de roda) armazenado em recipientes pressurizados.

## Lunokhod 1 no século XXI

### Reencontro
Depois de 40 anos, o Lunokhod-1 foi reencontrado pelo Dr. Tom Murphy, da Universidade da Califórnia, em San Diego. A sonda Lunar Reconnaissance Orbiter (LRO) da Nasa enviou imagens de alta resolução que permitiu que os cientistas pudessem ter melhores coordenadas de onde estava o Lunokhod-1. O Dr Murphy informou como localizaram o robô:

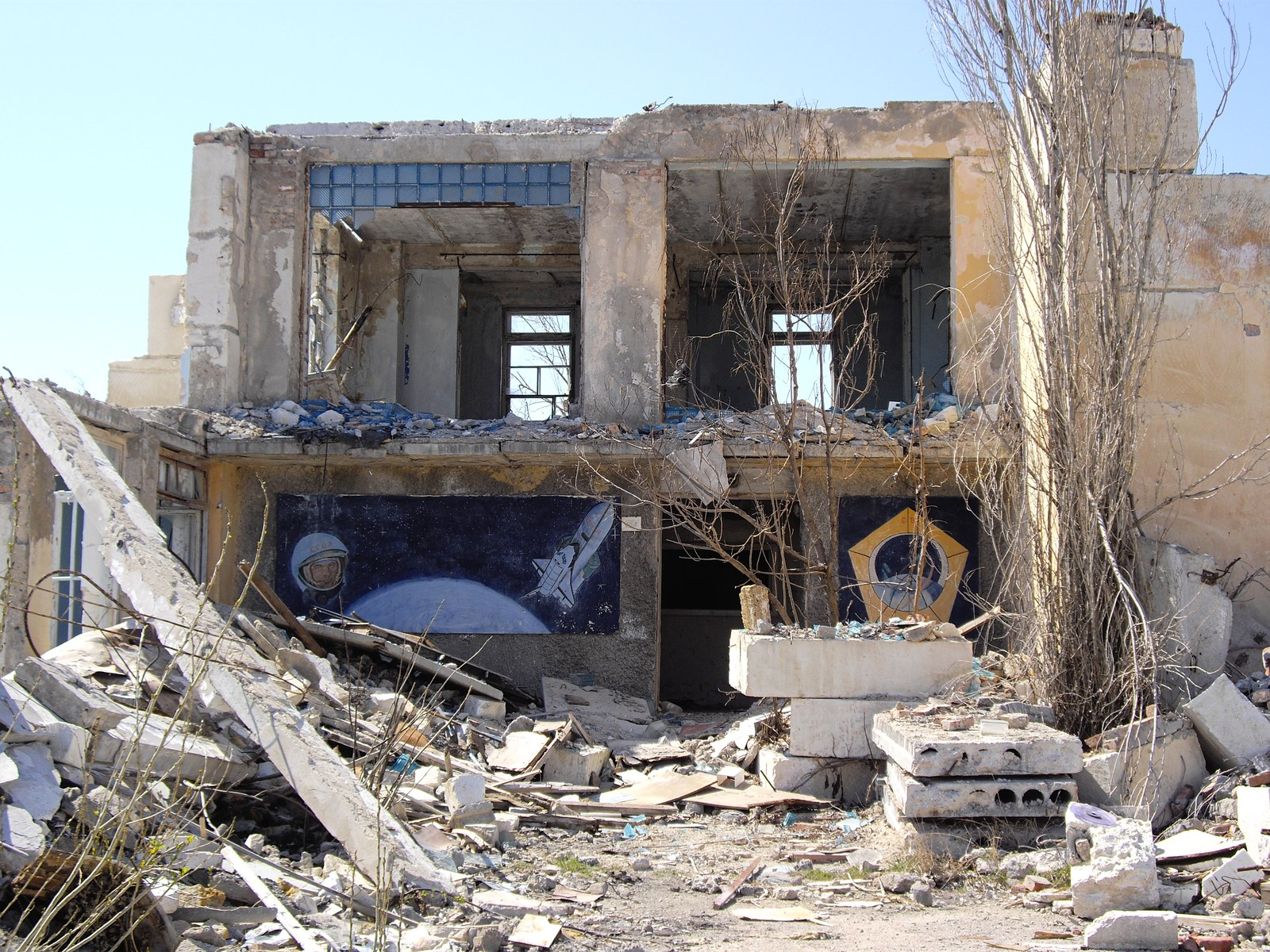
Ruínas do Centro de Controle de Missão de Simferopol. Está construção era de onde o Lunokhod-1 e o Lunokhod-2 eram operados a partir da Terra.

"Acontece que estávamos procurando cerca de uma milha da posição real do robô,... Nós conseguíamos varrer apenas uma região do tamanho de um campo de futebol de cada vez. As imagens recentes da LRO, juntamente com a altimetria laser da superfície, nos deram coordenadas com precisão de 100 metros. Então tivemos que esperar apenas até termos o telescópio em boas condições de observação."

### Ciência após 43 anos
Cientistas franceses (Jean-Marie Torre e seus colegas) conseguiram usar seu "refletor de canto", um aparelho, que se encontra do lado de fora do Lunokhod-1 e reflete qualquer radiação electromagnética que recebe. Ao contrário de um espelho, contudo, o refletor devolve o raio do mesmo ponto onde ele foi recebido. O aparelho é composto por 14 refletores triangulares, medindo no total 44 centímetros de comprimento por 19 centímetros de largura.
O trabalho para fazer o robô soviético voltar à vida também parece simples: basta mirar um laser em seu refletor e monitorar quando tempo ele leva para voltar. A grande dificuldade é a precisão. Toda essa corrida Lunokhod-1 acontece devido ao mesmo estar em um local privilegiado. O ponto central da Lua é de suma importância para mapear sua órbita com precisão suficiente para testar a teoria da relatividade.